# Chiesa di San Bartolomeo dell'Olivella
La chiesa di San Bartolomeo dell'Olivella, chiamata anche di San Bartolomeo del Carmine, è una chiesa sconsacrata situata a Genova, nel quartiere del Carmine.
L'edificio è sottoposto a vincolo di tutela urbanistica e archeologica da parte della soprintendenza.

## Storia
Il monastero venne fondato nel 1305 sul colle dell'Olivella da Bonagiunta Valente, il quale inizialmente aveva pensato al colle del Peralto come sede di costruzione. Di questa fase medievale restano visibili, nella facciata, brani di muratura delle pareti e delle finestre e l'intero portale, con lunetta affrescata con l'immagine del santo titolare e del fondatore dell'ordine religioso che promosse la costruzione del complesso.
Il primo ordine ad abitare il monastero fu quello delle monache cistercensi, il cui destino varia a seconda delle fonti. Secondo alcuni storici, infatti, nel 1470 ci fu un cambio di osservanza da parte delle monache presenti, che diventarono Canonichesse regolari lateranensi. Secondo altri, le monache vennero decimate dalle peste nel 1493, per poi essere allontanate definitivamente nel 1514 e rimpiazzate da altre religiose provenienti da un monastero agostiniano; queste monache dapprima osservarono la regola cistercense lì in voga, per poi convertirsi a quella agostiniana nel 1517 e diventare infine canonichesse regolari lateranensi nel 1520.
Chiesa e monastero vennero restaurati fino al 1640, mentre a circa 40 anni più tardi risale l'affidamento dell'incarico di affrescare gli interni della chiesa al pittore Giovanni Battista Carlone.
Nel 1798 le monache dovettero trasferirsi al monastero di Santa Maria delle Grazie, e il complesso venne via via smantellato, prima con una vendita all'asta di quanto conteneva e infine con una vendita forzata nel 1807. Dai cosiddetti "ambienti monastici" si ricavarono delle abitazioni civili, mentre la chiesa funse inizialmente da magazzino e caserma, per poi riaprire nel 1820 come sede della confraternita di Nostra Signora del Carmine e passare nel corso degli anni ad altri gruppi religiosi (confraternita dei Santi Giacomo e Leonardo, congregazione giovanile dei SS. Raffaele e Dorotea).
Dopo la prima guerra mondiale venne infine modificata pesantemente, con diverse demolizioni e l'aggiunta tra le altre cose di un soppalco a metà della navata. Nel secondo dopoguerra la chiesa si trasformò quindi in cinema-teatro, per essere poi abbandonata e di nuovo riutilizzata per attività parrocchiali giovanili.

## Opere d'arte

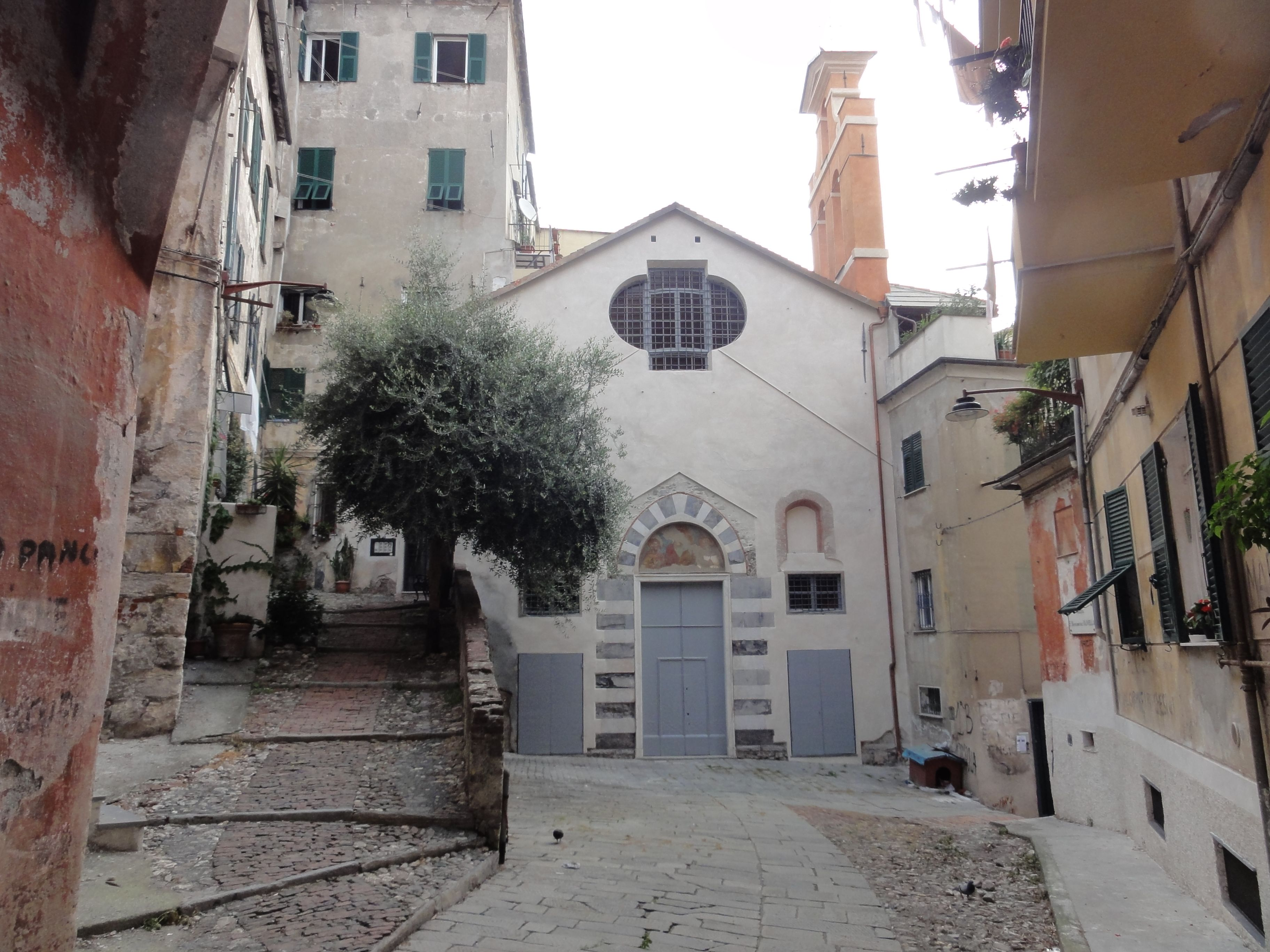
La piazza di San Bartolomeo dell'Olivella nel 2012

- Madonna col Bambino tra i santi Bartolomeo e Bernardo di Chiaravalle, affresco di Manfredino da Pistoia (1305) nella lunetta del portal
- Gloria di san Bartolomeo, di Giovanni Battista Carlone. Affresco del 1676/1680 (presbiterio e volta).
- San Bartolomeo che atterra un idolo, di Giovanni Battista Carlone. Affresco del 1676/1680 (parete sinistra del presbiterio).
- San Bartolomeo che libera un'indemoniata, di Giovanni Battista Carlone. Affresco del 1676/1680 (parete destra del presbiterio, non più leggibile).
- Gloria di sant'Agostino, di Giovanni Andrea Carlone. Affresco del 1681 (volta centrale).
- quadrature architettoniche, di Paolo Brozzi. Affresco del 1676/1680 (pareti e volta).
- Virtù, angeli e fiori, di Giovanni Andrea Carlone. Affresco del 1681 (cornicione)
- Discesa dello Spirito Santo, di Giovanni Andrea Carlone-Nicolò Carlone?. Affresco del 1681 (volta sopra il coro).
- Battesimo di sant'Agostino, di Giovanni Andrea Carlone. Affresco del 1681 (volta sopra il coro).
- Storie della vita di sant'Agostino, di Giovanni Andrea Carlone. Affresco del 1681 (muri sotto il coro).
- Immacolata, di anonimo pittore. Affresco del XVII secolo (lunetta).
- Tobiolo e l'angelo, di anonimo pittore. Affresco del XVII secolo (lunetta).
- San Giacomo che scaccia i mori, di anonimo pittore. Affresco del XIX secolo (lunetta).
- episodio della vita di san Leonardo, di anonimo pittore. Affresco del XIX secolo (lunetta).

Vi sono dei resti di affreschi anche nelle case civili, un tempo ambienti del monastero (ad esempio Madonna con il Bambino che consegna il flagello ad una monaca, XVII sec.; Madonna della Misericordia di Savona e Gesù nell'orto dei Getsemani, XVIII sec.; Pietà, XVIII sec. nello spazio del chiostro)

### Opere già nella chiesa
Dipinti
- Martirio di san Bartolomeo, di Luca Cambiaso. Olio su tela del 1564 (altare maggiore, distrutto). Nella chiesa di San Nicolosio è conservata una copia ad opera di Bernardo Castello, mentre nella Galleria degli Uffizi ci sono due bozzetti.
- Assunta e apostoli, di Luca Cambiaso. Olio su tela (248,5 cm x 156,5 cm) del 1567 (altare laterale). Oggi si trova nella chiesa di San Bartolomeo di Vallecalda (Savignone), mentre nella chiesa di San Nicolosio è conservata una copia ad opera di Bernardo Castello del 1612.
- Sant'Agostino e altri Santi, di Luca Cambiaso. Olio su tela (167,5 cm x 253,5 cm) del 1580 (altare laterale). Anch'essa oggi è conservata nella chiesa di San Bartolomeo di Vallecalda.
- Arcangelo Raffaele e Tobiolo, attribuito a Bernardo Castello. Olio su tela (180 cm x 140 cm) del XVII secolo (altare maggiore, qui spostato alla fine del XIX secolo). Oggi si trova nella sacrestia della chiesa di Nostra Signora del Carmine e Sant'Agnese.
- San Leonardo di Limoges fa liberare Boemondo, di Giulio Benso. Olio su tela (300 cm x 215 cm) degli anni trenta del XVII secolo. Oggi si trova nella parete destra del presbiterio della chiesa di Nostra Signora delle Grazie e San Gerolamo.

Sculture
- Fastigio dell'altare maggiore, di Lorenzo Redi detto il Parraca. Marmo del 1614 (presbiterio). Oggi si trova in una cappella della Chiesa dei Santi Nazario e Celso di Arenzano.
- Altare (senza fastigio), di Francesco Chiarino. Marmo del 1654-1656 (navata laterale). Oggi si trova in una cappella della Chiesa di San Nicola da Tolentino.
- Altare, di anonimo scultore. Marmo del XVII secolo (navata laterale). Oggi si trova nella Chiesa dei Santi Rocco e Sebastiano di Parodi Ligure.

## Personalità sepolte nella chiesa
- Bonagiunta Valente

## Galleria d'immagini

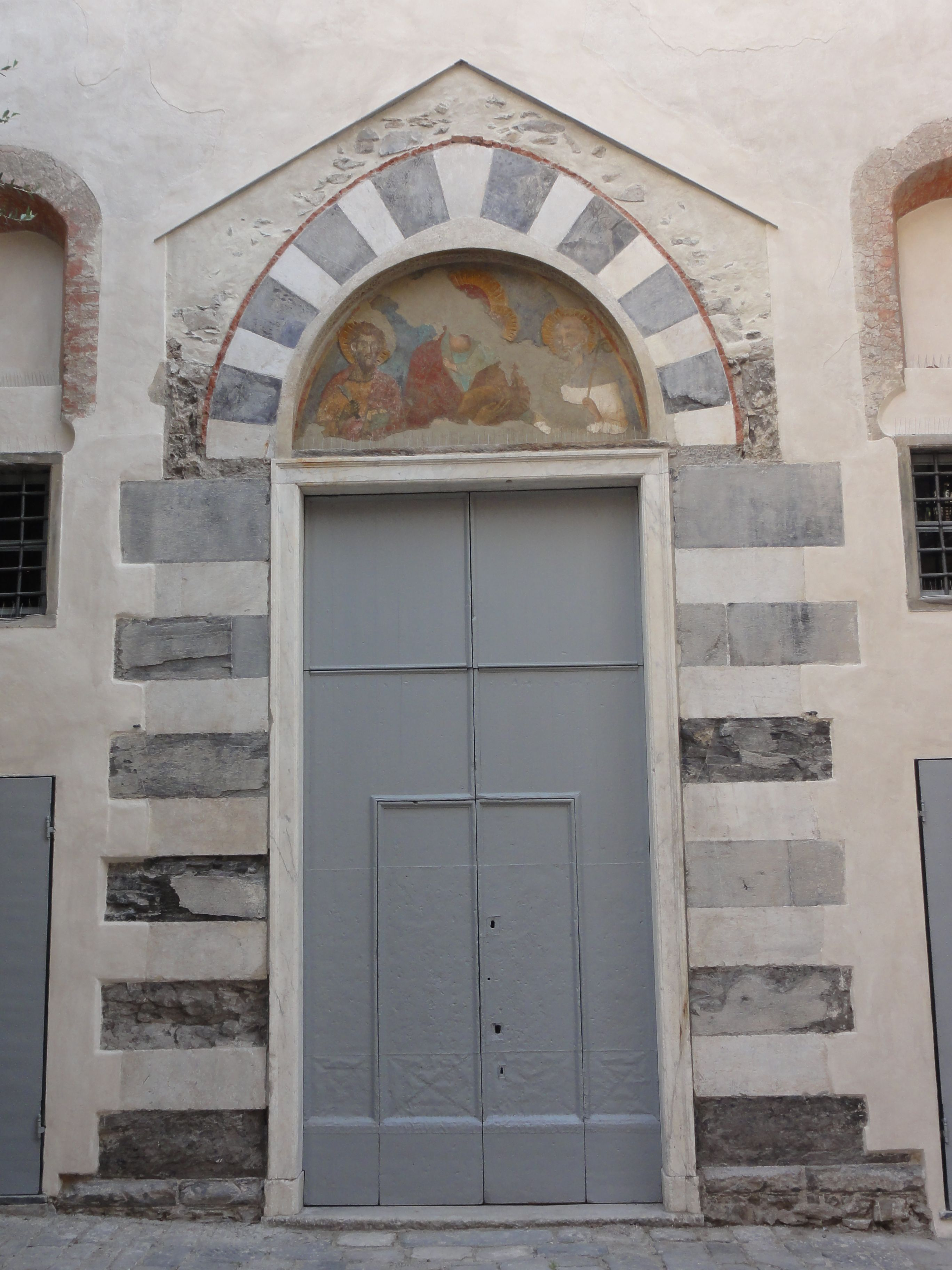
Porta principale
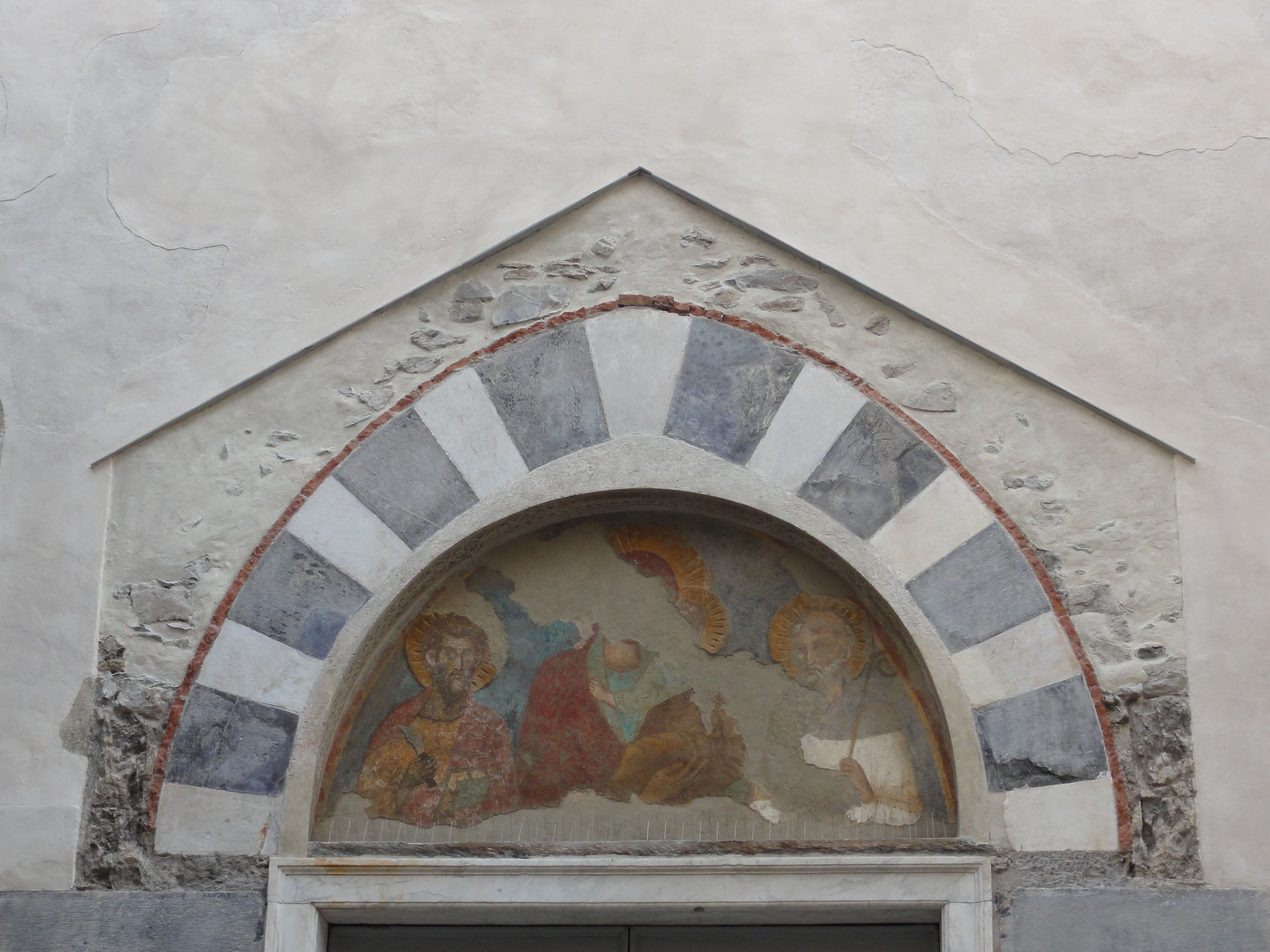
Archivolto della porta principale, affresco di Manfredino da Pistoia (1305)
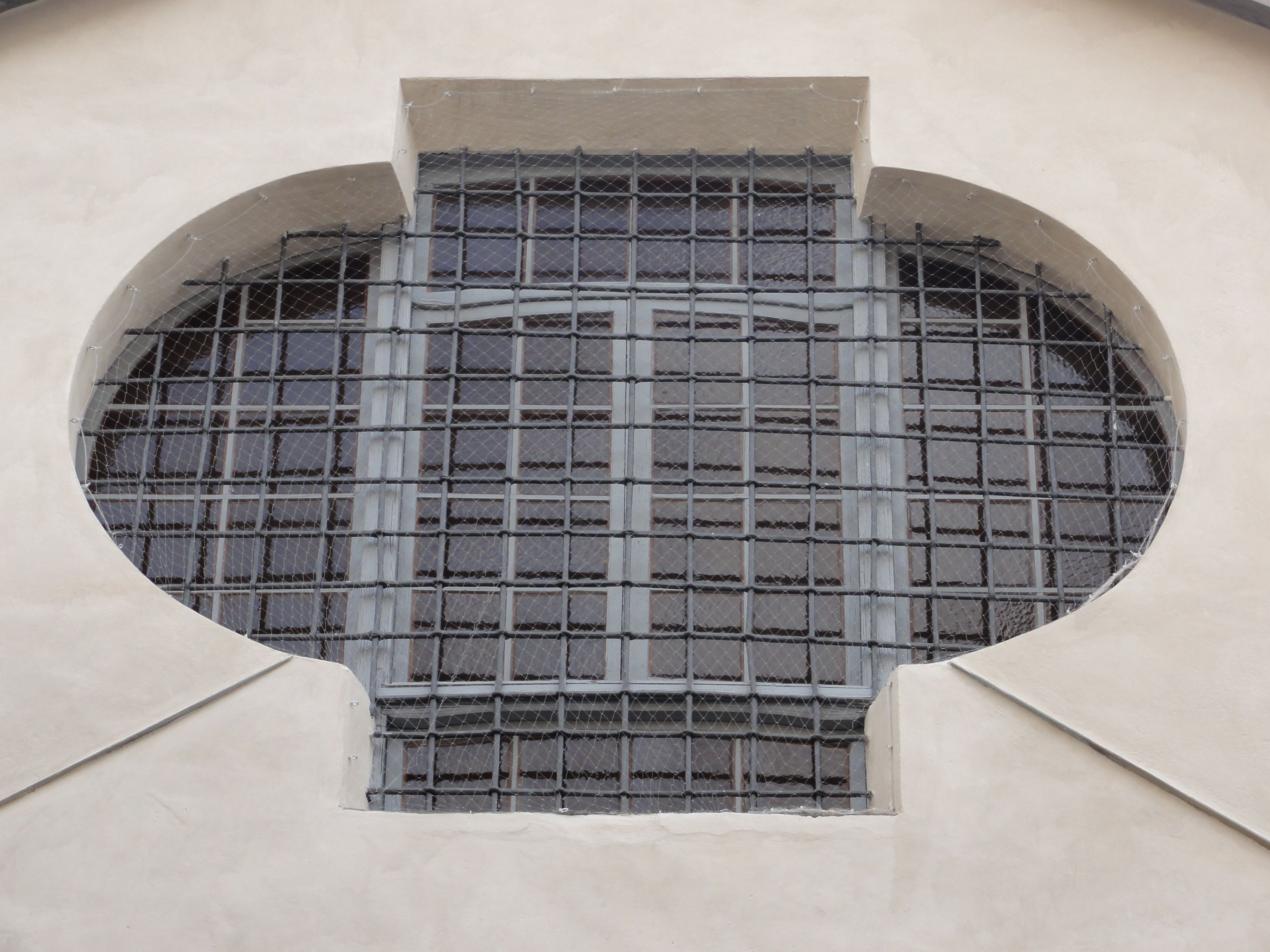
Rosone
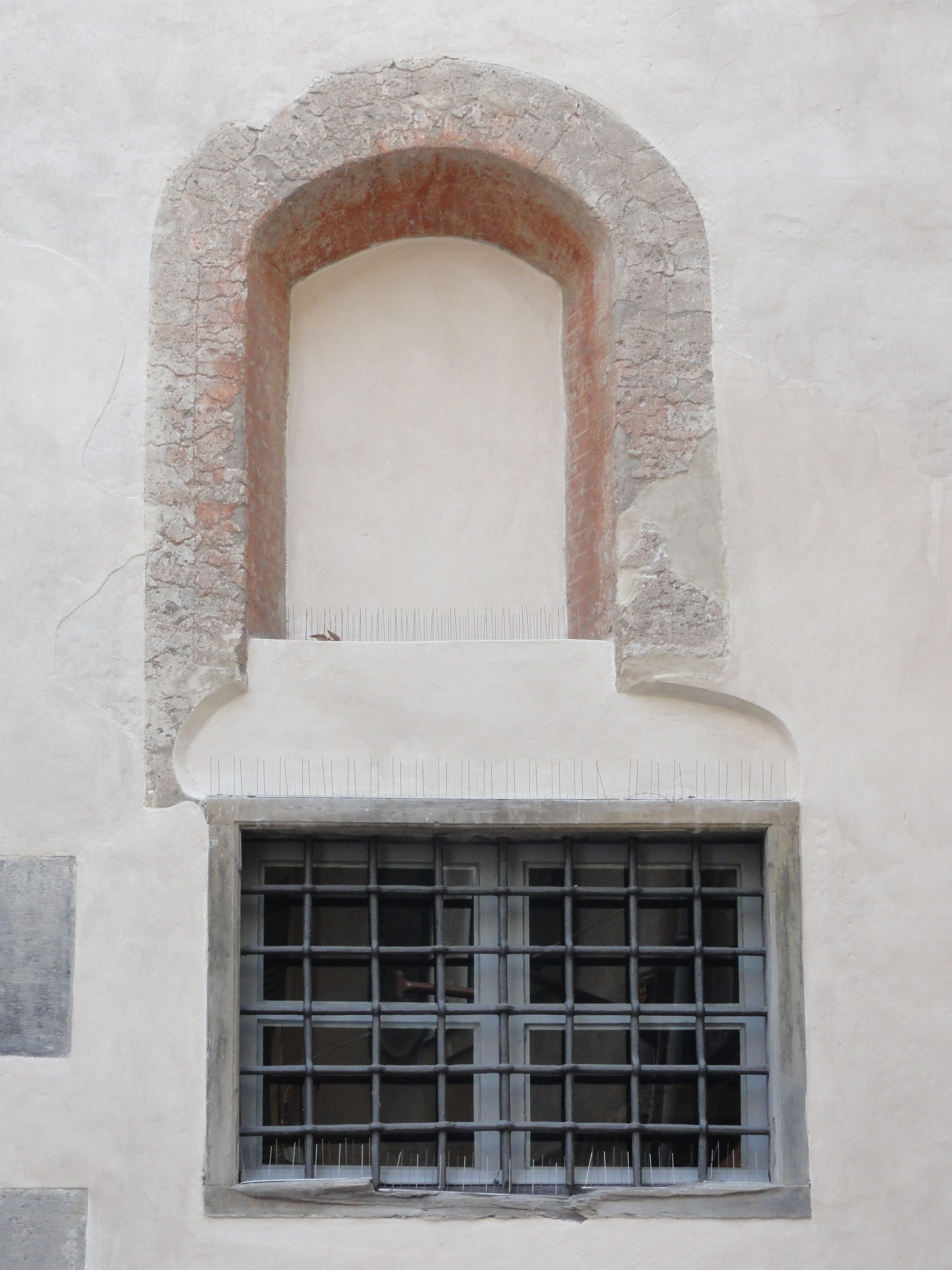
Una finestra della facciata